# Фолькслист

Регламент DVL

Фолькслист (нем. Volksliste) — специальный документ, выдававшийся властями нацистской Германии фольксдойче, прошедшим процесс натурализации, и игравший одновременно роль паспорта и удостоверения о «чистоте происхождения».

## Описание документа
После начала оккупации стран восточной Европы войсками Германии в 1938 году, организация «Фольксдойче миттельштелле» создала центральное регистрационное бюро, названное «Список германских граждан» (или «Список германского народа», нем. «Deutsche Volksliste», сокр. DVL), где регистрировались немцы с гражданством оккупированных стран.
Существовало четыре категории фольксдойче:
- Категория I (Volksdeutsche): лица немецкой национальности, ещё до войны показывавшие принадлежность к немецкому народу путём активной деятельности в политических организациях, связанных с нацистской Германией.
- Категория II (Deutschstämmige): лица немецкого происхождения, говорящие на немецком языке и воспитанные в немецкой культуре, не проявлявшие политической активности.
- Категория III (Eingedeutsche): ассимилированное местное население немецкого происхождения (силезцы, кашубы, мазуры), поляки немецкого происхождения.
- Категория IV (Rückgedeutsche): ассимилированные лица немецкого происхождения, активно сотрудничавшие с местными властями, но пригодные для германизации после соответствующего «перевоспитания».

### Льготы и преференции перечисленным в списке гражданам
Лица, зачисленные в I и II категорию, автоматически получали немецкое гражданство. III группа и, в порядке исключения, IV могла претендовать на десятилетнее гражданство нацистской Германии.
Местное неарийское население оккупированных стран было крайне заинтересовано в попадании в этот список, так как тем, кто числился в данном списке, были положены определённые льготы, включая лучшее питание, и особый правовой статус. Льготы распространялись на выдачу продуктов питания, одежды, мебели. Например, на оккупированной Украине через сеть специализированных магазинов каждому фольксдойче один раз в неделю выдавались 150 г. жира, 1 кг сыра, 4 яйца, овощи, фрукты, картофель, мёд, мармелад, соль и многое другое, как правило недоступное лицам, не подписавшим фолькслист.

## Судьба перечисленных в фолькслисте граждан после Второй мировой войны
Согласно установившейся в СССР практике, подписание фолькслиста гражданами СССР квалифицировалось как измена родине, и подписавшие его фольксдойче из числа бывших советских граждан, оказавшиеся в зоне действия советской администрации, как правило арестовывались органами госбезопасности и привлекались к суду.
Многие из тех, кто подписал фолькслист во времена правления нацистов, с мая 1945 года автоматически получали немецкое гражданство после прибытия в Германию, другие получили его несколько позже в ФРГ, уже во время холодной войны.